# 花蓮縣議會
23°59′39″N 121°37′15″E / 23.994110°N 121.620807°E
花蓮縣議會是中華民國臺灣省花蓮縣的最高立法機關，位於花蓮縣花蓮市。目前為第20屆縣議會，自2022年12月25日就任，議長為無黨籍的張峻，副議長為中國國民黨籍的徐雪玉。

## 議員選區及本屆議員
花蓮縣議會議員由公民直選產生，第二十屆花蓮縣議員任期由2022年到2026年。

### 一般選區
| 選舉區   | 範圍                                      | 席次 | 政黨              | 議員   | 備註                                              |
| -------- | ----------------------------------------- | ---- | ----------------- | ------ | ------------------------------------------------- |
| 第一選區 | 花蓮市                                    | 9    | 中國國民黨→無黨籍 | 謝國榮 | 2023年1月18日被 中國國民黨開除黨籍                |
| 第一選區 | 花蓮市                                    | 9    | 中國國民黨        | 韓林梅 |                                                   |
| 第一選區 | 花蓮市                                    | 9    | 中國國民黨        | 徐子芳 |                                                   |
| 第一選區 | 花蓮市                                    | 9    | 中國國民黨        | 吳東昇 |                                                   |
| 第一選區 | 花蓮市                                    | 9    | 民主進步黨        | 張美慧 |                                                   |
| 第一選區 | 花蓮市                                    | 9    | 民主進步黨        | 胡仁順 |                                                   |
| 第一選區 | 花蓮市                                    | 9    | 臺灣民眾黨        | 傅國淵 |                                                   |
| 第一選區 | 花蓮市                                    | 9    | 無黨籍            | 魏嘉賢 |                                                   |
| 第一選區 | 花蓮市                                    | 9    | 無黨籍            | 楊華美 |                                                   |
| 第二選區 | 新城鄉 秀林鄉                             | 2    | 中國國民黨        | 邱光明 |                                                   |
| 第二選區 | 新城鄉 秀林鄉                             | 2    | 中國國民黨→無黨籍 | 鄭寶秀 | 就職日宣布退出 中國國民黨，後被開除黨籍           |
| 第三選區 | 鳳林鎮 吉安鄉 壽豐鄉 光復鄉 豐濱鄉 萬榮鄉 | 9    | 中國國民黨        | 林品仰 |                                                   |
| 第三選區 | 鳳林鎮 吉安鄉 壽豐鄉 光復鄉 豐濱鄉 萬榮鄉 | 9    | 中國國民黨        | 徐雪玉 | 現任副議長                                        |
| 第三選區 | 鳳林鎮 吉安鄉 壽豐鄉 光復鄉 豐濱鄉 萬榮鄉 | 9    | 中國國民黨        | 吳建志 |                                                   |
| 第三選區 | 鳳林鎮 吉安鄉 壽豐鄉 光復鄉 豐濱鄉 萬榮鄉 | 9    | 缺額              | 缺額   | 原任國民黨籍議員張正治，於2023年1月19日任內病逝。 |
| 第三選區 | 鳳林鎮 吉安鄉 壽豐鄉 光復鄉 豐濱鄉 萬榮鄉 | 9    | 民主進步黨        | 林則箷 |                                                   |
| 第三選區 | 鳳林鎮 吉安鄉 壽豐鄉 光復鄉 豐濱鄉 萬榮鄉 | 9    | 中國國民黨→無黨籍 | 張峻   | 現任議長，就職日宣布退出 中國國民黨，後被開除黨籍 |
| 第三選區 | 鳳林鎮 吉安鄉 壽豐鄉 光復鄉 豐濱鄉 萬榮鄉 | 9    | 無黨籍            | 林源富 |                                                   |
| 第三選區 | 鳳林鎮 吉安鄉 壽豐鄉 光復鄉 豐濱鄉 萬榮鄉 | 9    | 中國國民黨→無黨籍 | 黃馨   | 就職日宣布退出 中國國民黨，後被開除黨籍           |
| 第三選區 | 鳳林鎮 吉安鄉 壽豐鄉 光復鄉 豐濱鄉 萬榮鄉 | 9    | 無黨籍            | 鄭乾龍 |                                                   |
| 第四選區 | 玉里鎮 瑞穗鄉 富里鄉 卓溪鄉               | 3    | 中國國民黨        | 詹金富 |                                                   |
| 第四選區 | 玉里鎮 瑞穗鄉 富里鄉 卓溪鄉               | 3    | 中國國民黨        | 鍾素政 |                                                   |
| 第四選區 | 玉里鎮 瑞穗鄉 富里鄉 卓溪鄉               | 3    | 無黨籍            | 黃玲蘭 |                                                   |

### 原住民選區
| 選舉區   | 範圍                               | 族群       | 席次 | 政黨              | 議員                    | 備註                                |
| -------- | ---------------------------------- | ---------- | ---- | ----------------- | ----------------------- | ----------------------------------- |
| 第五選區 | 花蓮市 新城鄉 吉安鄉 秀林鄉        | 平地原住民 | 3    | 中國國民黨        | 李正文                  |                                     |
| 第五選區 | 花蓮市 新城鄉 吉安鄉 秀林鄉        | 平地原住民 | 3    | 中國國民黨→無黨籍 | 周駿宥                  | 2022年12月27日被 中國國民黨開除黨籍 |
| 第五選區 | 花蓮市 新城鄉 吉安鄉 秀林鄉        | 平地原住民 | 3    | 無黨籍            | 笛布斯．顗賚            |                                     |
| 第六選區 | 鳳林鎮 壽豐鄉 光復鄉 豐濱鄉 萬榮鄉 | 平地原住民 | 2    | 中國國民黨        | 林正福                  |                                     |
| 第六選區 | 鳳林鎮 壽豐鄉 光復鄉 豐濱鄉 萬榮鄉 | 平地原住民 | 2    | 無黨籍            | 蔡依靜 (Lamen‧Panay)    |                                     |
| 第七選區 | 玉里鎮 瑞穗鄉 富里鄉 卓溪鄉        | 平地原住民 | 2    | 中國國民黨        | 林玉芬                  |                                     |
| 第七選區 | 玉里鎮 瑞穗鄉 富里鄉 卓溪鄉        | 平地原住民 | 2    | 無黨籍            | 哈尼．噶照 (Hani Kacaw) |                                     |
| 第八選區 | 花蓮市 新城鄉 吉安鄉 壽豐鄉 秀林鄉 | 山地原住民 | 1    | 中國國民黨→無黨籍 | 程美蓮                  | 2022年12月27日被 中國國民黨開除黨籍 |
| 第九選區 | 鳳林鎮 光復鄉 豐濱鄉 瑞穗鄉 萬榮鄉 | 山地原住民 | 1    | 無黨籍            | 簡智隆                  |                                     |
| 第十選區 | 玉里鎮 富里鄉 卓溪鄉               | 山地原住民 | 1    | 中國國民黨        | 金淑敏                  |                                     |

## 政黨席次
| 政黨       | 目前席次 | 備註 |
| ---------- | -------- | ---- |
| 中國國民黨 | 13席     |      |
| 民主進步黨 | 3席      |      |
| 臺灣民眾黨 | 1席      |      |
| 無黨籍     | 15席     |      |